# Primorsko-goranska zonska nogometna liga 1981./82.
Primorsko-goranska zonska nogometna liga, također kao i Zonska liga Međuopćinskog nogometnog saveza Rijeka je bila liga petog stupnja nogometnog prvenstva Jugoslavije u sezoni 1981./82. 
 
Sudjelovalo je ukupno 14 klubova, a prvak je bio klub "Crikvenica". 

## Ljestvica
| mj. | klub                       | ut.                    | pob.                   | ner.                   | por.                   | gol+                   | gol–                   | bod                    |
| --- | -------------------------- | ---------------------- | ---------------------- | ---------------------- | ---------------------- | ---------------------- | ---------------------- | ---------------------- |
| 1.  | Crikvenica                 | 24                     | 13                     | 6                      | 5                      | 45                     | 25                     | 32                     |
| 2.  | Naprijed Hreljin           | 23                     | 11                     | 7                      | 5                      | 29                     | 17                     | 29                     |
| 3.  | Goranin Delnice            | 23                     | 11                     | 6                      | 6                      | 37                     | 23                     | 28                     |
| 4.  | Risnjak Lokve              | 24                     | 11                     | 6                      | 7                      | 37                     | 39                     | 28                     |
| 5.  | Primorje Rijeka            | 24                     | 11                     | 5                      | 8                      | 34                     | 30                     | 27                     |
| 6.  | Lučki radnik Rijeka        | 24                     | 10                     | 7                      | 7                      | 30                     | 27                     | 27                     |
| 7.  | Lokomotiva Rijeka          | 24                     | 10                     | 5                      | 9                      | 43                     | 34                     | 25                     |
| 8.  | Halubjan Viškovo           | 24                     | 8                      | 6                      | 10                     | 32                     | 30                     | 22                     |
| 9.  | Bakarac                    | 24                     | 4                      | 12                     | 8                      | 19                     | 28                     | 20                     |
| 10. | Pomorac Kostrena           | 24                     | 5                      | 9                      | 10                     | 32                     | 43                     | 19                     |
| 11. | Omladinac Vrata            | 24                     | 6                      | 7                      | 11                     | 26                     | 40                     | 19                     |
| 12. | Lošinj (Mali Lošinj)       | 24                     | 4                      | 10                     | 10                     | 25                     | 39                     | 18                     |
| 13. | Jedinstvo (Rijeka – Grbci) | 24                     | 3                      | 10                     | 11                     | 20                     | 34                     | 16                     |
|     | Konstruktor Rijeka         | odustali od natjecanja | odustali od natjecanja | odustali od natjecanja | odustali od natjecanja | odustali od natjecanja | odustali od natjecanja | odustali od natjecanja |

- ljestvica bez jedne utakmice

## Rezultatska križaljka
| kratica | klub                       | BAK | CRI | GOR | HAL | JED | LOK | LOŠ | LUR | NAP | OML | POM | PRI | RIS | KON |
| --- | -------------------------- | --- | --- | --- | --- | --- | --- | --- | --- | --- | --- | --- | --- | --- | --- |
| BAK | Bakarac                    |     |     |     |     |     |     |     |     |     |     |     |     |     |     |
| CRI | Crikvenica                 |     |     |     |     |     |     |     |     |     |     |     |     |     |     |
| GOR | Goranin Delnice            |     |     |     |     |     |     |     |     |     |     |     |     |     |     |
| HAL | Halubjan Viškovo           |     |     |     |     |     |     |     |     |     |     |     |     |     |     |
| JED | Jedinstvo (Rijeka – Grbci) |     |     |     |     |     |     |     |     |     |     |     |     |     |     |
| LOK | Lokomotiva Rijeka          |     |     |     |     |     |     |     |     |     |     |     |     |     |     |
| LOŠ | Lošinj (Mali Lošinj)       |     |     |     |     |     |     |     |     |     |     |     |     |     |     |
| LUR | Lučki radnik Rijeka        |     |     |     |     |     |     |     |     |     |     |     |     |     |     |
| NAP | Naprijed Hreljin           |     |     |     |     |     |     |     |     |     |     |     |     |     |     |
| OML | Omladinac Vrata            |     |     |     |     |     |     |     |     |     |     |     |     |     |     |
| POM | Pomorac Kostrena           |     |     |     |     |     |     |     |     |     |     |     |     |     |     |
| PRI | Primorje Rijeka            |     |     |     |     |     |     |     |     |     |     |     |     |     |     |
| RIS | Risnjak Lokve              |     |     |     |     |     |     |     |     |     |     |     |     |     |     |
| KON | Konstruktor Rijeka         |     |     |     |     |     |     |     |     |     |     |     |     |     |     |
| |                            |     |     |     |     |     |     |     |     |     |     |     |     |     |     |
| podebljan rezultat – utakmice od 1. do 13. kola (1. utakmica između klubova) rezultat normalne debljine – utakmice od 14. do 26. kola (2. utakmica između klubova) rezultat nakošen – nije vidljiv redoslijed odigravanja međusobnih utakmica iz dostupnih izvora rezultat smanjen * – iz dostupnih izvora nije uočljiv domaćin susreta prekrižen rezultat – poništena ili brisana utakmica p – utakmica prekinuta 3:0 p.f. / 0:3 p.f. – rezultat 3:0 bez borbe |                            |     |     |     |     |     |     |     |     |     |     |     |     |     |     |

 Izvori: 